# 中国人民解放军陆军合成第一九九旅
合成第一九九旅（英語：199th Combined Arms Brigade），又名“开国大典红一师”，是中国人民解放军陆军第八十集团军下辖的一个轻型合成旅，驻地山东省淄博市。

## 历史概述
该师前身与1938年初组建的邓华支队有一定渊源，但无建制沿革。邓支队是以晋察冀军区1分区兼第1支队（即红1师沿革）第3大队为基础并从分区机关抽调部分军政干部组建而成。1938年5月，邓支队与宋支队合编时，原邓支队机关改为11支队机关。八路军4纵因分两路挺进冀东，客观造成了纵队有首长，无机关。冀热察挺进军领导机关也是后来新组建的。取消支队番号后，邓华带领11支队部原班人马及第6团（后为63军566团）开赴雁北，组建晋察冀军区5分区。该分区在1941年4月撤消，即邓华带走的所谓“红一师”另一半沿续到此结束。一年后，冀热察挺进军撤消，以其领导机关和直属队分散补充给了平西、平北、冀东3个军分区。
长期以来由于资料失传、档案遗失等种种原因，该部一直被误认为是红一方面军第一军团第一师建制的继承者，其甚至以“红一师”的身份参与了开国大典的阅兵，但实际上该部与红一师的关系主要在于其下属部队均由红一师下属各团组成。直到1978年，经邓华的回忆与考证，才确认了红一师的师部是一九三师的师部。而一九九师建制当以1942年2月平西11分区的建立为起点。1945年10月，11分区改编为冀察（郭天民）纵队第7旅，后数次整编成为第一九九师。
1985年，陆军第一九九师参加济南军区对越轮战。7月15日凌晨，越南人民军以2个营加强1个连的兵力进攻199师595团6连某排驻守的无名高地，战士韦昌进在战斗中被弹片穿透右胸、击中左眼，全身负伤22处，仍坚持战斗。身旁4位战友先后牺牲后，韦昌进用报话机向上级呼叫：“为了祖国，为了胜利，向我开炮！向我开炮！”引导炮兵先后击退越南人民军8次连排规模反扑，11个小时独自坚守战位，成功守住了阵地。韦昌进本人在援军到来后获救并生还，被誉为“当代王成”，并被授予“战斗英雄”荣誉称号。2017年荣获八一勋章。
2003年缩编为摩步旅，2017年整编为轻型合成旅，为现有编制。

## 沿革
参考资料：
| 部隊番號                 | 使用時期             |
| ------------------------ | -------------------- |
| 晋察冀军区平西第十一分区 | 1942年2月-1945年10月 |
| 冀察（郭天民）纵队第七旅 | 1945年10月-1946年6月 |
| 晋察冀野战军第五旅       | 1946年6月-1949年2月  |
| 中国人民解放军第一九九师 | 1949年2月-1960年1月  |
| 陆军第一九九师           | 1960年1月-1985年10月 |
| 摩托化步兵第一九九师     | 1985年10月-2003年4月 |
| 摩托化步兵第一九九旅     | 2003年10月-2017年4月 |
| 合成第一九九旅           | 2017年4月至今        |